# 越戰傷痕
《越戰傷痕》（英語：Jacknife）是一部1989年美國劇情片，講述兩名越南老兵，尋找動力來面對他們可怕的戰爭經歷和倖存的悲傷。當其中一人愛上另一人的妹妹時，彼此友誼開始破裂。由大衛·瓊斯執導，斯蒂芬·梅特卡夫編劇，勞勃·狄尼洛、艾德·哈里斯與凱茜·貝克主演。電影1989年3月10日在美國上映。

## 反響
評論匯總網站爛番茄根據14條評論，該片新鮮度64%，均分5.90／10。羅傑·伊伯特給予3／4星好評，指出電影驚喜不多，但選角適當、演員表演優異。

## 外部連結
- 互联网电影数据库（IMDb）上《越戰傷痕》的资料（英文）
- 爛番茄上《越戰傷痕》的資料（英文）
- AllMovie上《越戰傷痕》的资料（英文）
- Box Office Mojo上《越戰傷痕》的資料（英文）